# Partido de Adolfo Alsina
Partido de Adolfo Alsina är en kommun i Argentina.   Den ligger i provinsen Buenos Aires, i den centrala delen av landet, 500 km sydväst om huvudstaden Buenos Aires. Antalet invånare är 16 245. Partido de Adolfo Alsina ligger vid sjön Laguna de la Sal.
Omgivningarna runt Partido de Adolfo Alsina är i huvudsak ett öppet busklandskap. Runt Partido de Adolfo Alsina är det mycket glesbefolkat, med 2 invånare per kvadratkilometer.